# Antropora commandorica
Antropora commandorica är en mossdjursart som beskrevs av Tilbrook och Grischenko 2004. Antropora commandorica ingår i släktet Antropora och familjen Antroporidae. Inga underarter finns listade i Catalogue of Life.